# NGC 945
NGC 945 je galaksija u zviježđu Kit.

## Vanjske poveznice
- SEDS: NGC 945